# Meuro
El meuro es una unidad de medida monetaria utilizada para grandes magnitudes financieras, equivalente a un millón de euros.
A pesar de que el Libro de estilo de la Unión Europea proscribe el uso de tal término, no es extraño encontrarlo en prensa e incluso en publicaciones oficiales .
- Datos: Q48782945